# Abraziv
Abraziv (engl. abrasive, prema lat. abrasio: struganje) ili sredstvo za brušenje je tvar velike tvrdoće koja u obliku sitne čestice služi za brušenje, čišćenje tvrdih površina ili poliranje, na primjer na brusnim pločama, brusnom papiru, u pasti za poliranje i slično. Uobičajeni su prirodni abrazivi pijesak, plovućac, korund i kremen, a industrijski se proizvode karborund i glinica. Najtvrđi je abraziv prirodni ili umjetni dijamant, a upotrebljava se kao prah ili pasta.
Abrazivi su izrazito sitna zrnca koja se mogu nalaziti u pasti za poliranje, tekućini, raspršivaču (engl. spray) ili prijanjalu (engl. stick). Kako su zrnca oštrice koje skidaju strugotinu s obratka i nisu vezani za alat ili stroj, već se nalaze u pasti ili tekućini, postupak se naziva obrada odvajanjem čestica slobodnom oštricom.

## Objašnjenje
Abrazivi su sitne šiljate čestice koje grebu obradak i ostavljaju sitne rezove nevidljive oku. Dolaze najčešće u rasponu granula od 40 (od 420 do 660 μm), 60, 80, 100, 120, 150, 180, 220, 240, 280, 320, 360, 400, 500 i 600 (od 15 do 35 μm).
Mješavina abraziva od aluminijevog oksida se koristi kod metala visoke vlačne čvrstoće (ugljični i legirani čelici, legure obojenih metala). Mješavina abraziva od silicijevog karbida se koriste kod lako lomljivih metala (sivi lijev). Mješavina abraziva od cement-karbida se koristi kod metala niske vlačne čvrstoće (mjed, aluminij, bakar). Sama tehnika poliranja se izvodi odabranim kolutom i abrazivom koji je u nekoj pasti ili emulziji, te je nanesen na obradak. Količina paste za poliranje se određuje zasebno za svaki slučaj. Obradak rotira određenom brzinom i obavlja poliranje u različitim smjerovima, kako bi se izbjeglo stvaranje sitnih zasjeka. Time se postiže visoki sjaj površine.
Broj okretaja polirke se daje približno, te za polirni kolut ovisi o njegovom promjeru. Za promjer od 150 mm – 3 500 o/min, za promjer od 100 mm – 6 000 o/min, za promjer od 50 mm – 12 000 o/min i za promjer od 25 mm – 15 000 o/min. Preciznije podatke je potrebno preuzeti u uputama za alat od proizvođača.

### Finoća brusne trake
Finoća brusne trake se dijele prema finoći brusnih zrnaca.(mjerilo za veličinu zrnaca). Ona se bira prema kvaliteti površine koju želimo postići. Krupnoća se određuje prema broju rupica na situ u duljini od 1 inča (25,4 mm). Zrno ima onu finoću kod koje još propada kroz rupice na situ. Tako imamo oznake i finoću brusnih zrnaca obzirom na krupnoću zrna:
- jako gruba brusna traka: oznake 8, 10 i 12;
- gruba brusna traka: oznake 14, 16, 20 i 24;
- srednja brusna traka: oznake 30, 36, 46, 54 i 60;
- fina brusna traka: oznake 70, 80, 90, 100 i 120;
- jako fina brusna traka: oznake 160, 180, 200, 220 i 240;
- prašina: oznake 280, 320, 400, 500 i 600.

Za brusne papire najčešće se upotrebljavaju zrnca finoće 40, 60, 80, 100, 120, 150, 180, 220, 240, dok se kod brusnog platna koristi finoća zrnaca 40, 80, 120, 180. Brusna platna se koriste kod brušenja obradaka složenijeg oblika, veće su čvrstoće i izdržljivija od papirnih. Osim brusnog papira ili brusnog platna, za ručno brušenje ili s alatima s pogonom, koriste se i brusni kameni različitih dimenzija i oblika: brusni čepovi s držalom, brusni kameni s ili bez držaka, brusne ploče.

## Mehaničko čišćenje
Mehaničkom pripremom površine uklanjaju se korozijski produkti i druga nemasna onečišćenja, a postiže se i određeni oblik te stupanj hrapavosti površine. Čišćenje čeličnih površina mlazom abraziva (pjeskarenje) je najdjelotvornija metoda, nakon koje se dobiva optimalno pripremljena površina za nanošenje zaštitnih premaza. Uglavnom se rabe dvije glavne skupine abraziva: metalni abrazivi i mineralni abrazivi. Kao mineralni abraziv upotrebljava se kvarcni pijesak, a kao metalni čestice lijevanog željeza i čelika različitog oblika, koji se još nazivaju i sačma. U novije vrijeme sve se više primjenjuje način čišćenja mlazom mokrog abraziva, to jest kombinacijom suhog abraziva i vode. Ovim postupkom se izbjegava štetan utjecaj prašine na zdravlje rukovatelja, smanjuje se potrošnja abraziva i uklanjaju čestice topljive u vodi. U vodu se dodaju inhibitori za sprječavanje korozije nakon čišćenja. Inhibitori moraju biti kompatibilni s temeljnim premazom koji se nanosi na očišćenu površinu. Vrsta, oblik i veličina abraziva opisani su u međunarodnim normama ISO 11124 – ISO 11127. 
Često se za obradu površine rabe i rotacijski alati, kojima se obavlja brušenje i poliranje površine. Sve glađa površina postiže se stupnjevitom obradom sa sve finijim zrncima abraziva. Ako je potrebno, obrada se nastavlja poliranjem površine, pri čemu se primjenjuju finija zrnca s većim polumjerom zakrivljenosti na bridovima, ili rotacijski kolutovi s pastama za poliranje. Kod ručnog skidanja hrđe primjenjuju se različite čelične četke, strugala, čekić za skidanje hrđe, pištolj s iglom i slično. Ovakav način skidanja hrđe zbog velike količine potrebnog rada je neekonomičan za čišćenje velikih površina, a također ne daje visok stupanj čistoće, pa se primjenjuje samo lokalno te u slučaju malih korozijskih opterećenja.